# Icosaedro

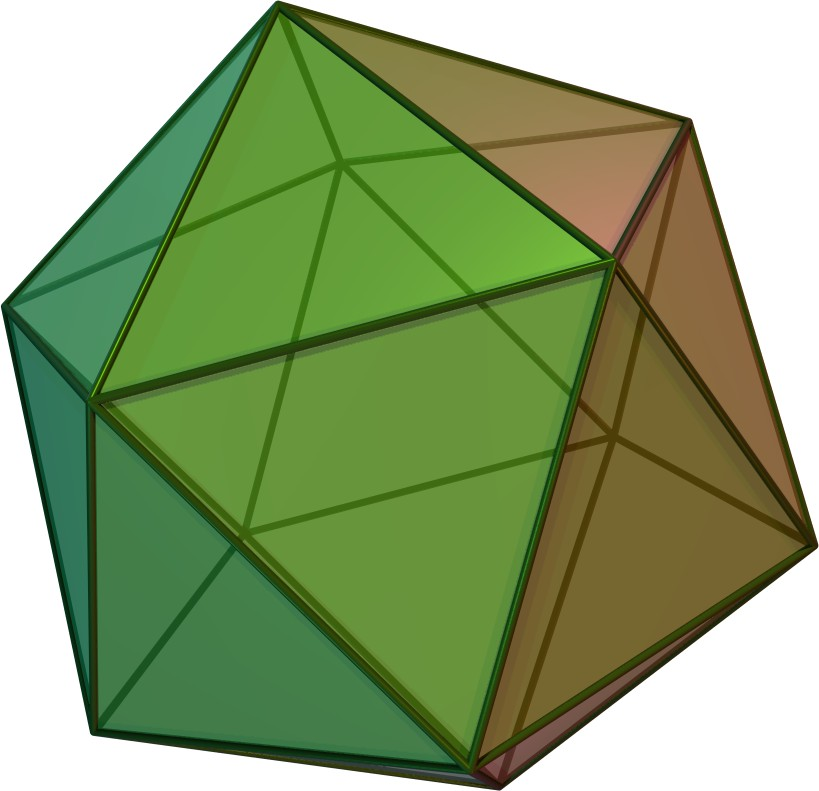
Icosaedro

Rotação total de um icosaedro - Matemateca IME-USP

Um icosaedro é um poliedro convexo de 20 faces. Um icosaedro regular é constituido por 20 triângulos equiláteros e é um dos sólidos platónicos. O icosaedro também pode ser chamado tetraedro snub, pois a snubificação de um tetraedro regular dá um icosaedro regular. O estudo das figuras geométricas sólidas perfeitas, como o Icosaedro, é de tamanha importância para a matemática, mais especificamente para a geometria espacial.

## Elementos
As 20 faces do icosaedro são triangulares. Ao todo são 30 arestas e 12 vértices. Cada vértice é o encontro de 5 arestas.
Para calcularmos o número de diagonais no icosaedro, tomemos qualquer um dos 12 vértices e podemos ligá-lo a 6 outros vértices (exclui o vértice escolhido e 5 vértices que são ligados ao vértice escolhido por uma aresta). Por este modo, contamos duas vezes cada diagonal, assim, dividimos por 2 ao final. Logo, o número de diagonais é 36.
Matematicamente, o número de diagonais D do icosaedro é:
{\displaystyle D={12\cdot 6 \over 2}=36}

## Área e volume
A área da superfície A, e o volume V de um icosaedro regular, com o comprimento do lado de cada face a são:
{\displaystyle A=5{\sqrt {3}}l^{2}}
{\displaystyle V={\begin{matrix}{5 \over 12}\end{matrix}}(3+{\sqrt {5}})l^{3}}
{\displaystyle l} = valor dos lados

## Planificação
Planificação de um icosaedro

## Dual
O poliedro dual do icosaedro é o dodecaedro

## Icosaedro na Natureza

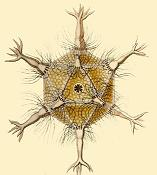
Circogonia icosahedra

Muitos vírus, como por exemplo o vírus do Herpes e Protistas radiolários como a Circogonia icosahedra, têm a forma de um Icosaedro.

## Uso

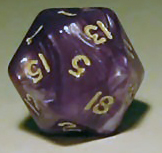
Dado de 20 lados

### Em Jogos
Icosaedros são usados como dados de 20 lados desde a Antiguidade. Em vários jogos de RPG, como Dungeons & Dragons, o dado de vinte faces (mais conhecido como D20) é comumente usado para determinar o sucesso ou o fracasso de uma ação. Este dado é na forma de um icosaedro (veja sistema d20). No jogo de cartas Magic: The Gathering, o dado de 20 lados é comumente utilizado para marcar os pontos de vida dos jogadores, sendo eles fornecidos em vários kits pela própria empresa que fabrica as cartas, a Wizards of the Coast.

### Na Tensegridade
O octaedro tem sido amplamente estudado no campo da tensegridade. Devido à sua simetria esférica e alta relação resistência-peso, a forma tornou-se um bom candidato para estruturas espaciais de tensegridade implantáveis, como o SuperBALL da NASA. O robô é composto por hastes, cabos e atuadores de diferentes escalas e está atualmente em desenvolvimento entre o Grupo de Robótica Inteligente do Centro de Pesquisa Ames da NASA e o Laboratório de Tensegridade Robótica Dinâmica (DTRL). Sua configuração não implantada é altamente compacta, tornando-o ideal para se encaixar nas restrições de espaço das carenagens de foguetes.
O icosaedro em tensegridade é composto por seis barras e vinte e quatro cabos que conectam doze nós. Um estado de autotensão está presente na combinação alcançada por meio do uso de morfogênese celular.